# Tragia paxii
Tragia paxii är en törelväxtart som beskrevs av Alicia Lourteig och O'donnell. Tragia paxii ingår i släktet Tragia och familjen törelväxter. Inga underarter finns listade i Catalogue of Life.